# Peter Kinne
Peter Kinne (* 4. Mai 1955 in Paderborn) ist ein deutscher Sachbuchautor.

## Leben
Peter Kinne besuchte von 1961 bis 1965 die Lutherschule in Paderborn und anschließend das Gymnasium Theodorianum. 1974 legte er das Abitur ab. Von 1975 bis 1977 macht er im Geschäft seiner Großeltern eine Lehre als Augenoptiker. 1979 bis 1982 studierte er an der Staatlichen Fachschule für Optik und Fototechnik und schloss als Staatlich geprüfter Augenoptiker und Augenoptikermeister ab. An der Oekreal Schools of Business in Zürich erlangte er 1999 den Bachelor of Business Administration. Anschließend besuchte er die Graduate School of Business Administration in Zürich und die University at Albany, The State University of New York und legte 2000 den Master of Business Administration ab.
Während seines Fachstudiums arbeitete er als Augenoptiker, Optometrist und als geschäftsführender Gesellschafter der Hermann Haase Optik GmbH. Von 1993 bis 2001 war er für die Optischen Werke G. Rodenstock Leiter der Niederlassung Düsseldorf und Verkaufsleiter der Region West. 2001 bis 2003 war er Mitglied der Geschäftsleitung der Krane Optic und Akustik.
Ab 2003 ist er freiberufliche als Managementberater tätig.
2009 wurde er mit einer Arbeit über Integratives Wertemanagement an der Universität Leiden zum Ph.D. in Business Administration promoviert.

## Schriften
- Integratives Wertemanagement. Eine Methodik zur Steuerungsoptimierung immaterieller Ressourcen in mittelständischen Unternehmen. Dissertation. Universität Leiden 2009. Gabler, Wiesbaden 2009, ISBN 978-3-8349-1792-8.
- Die Kunst, bevorzugt zu werden. Der Erfolgsfaktor Wertebalance. Publicis, Erlangen 2011, ISBN 978-3-89578-395-1.
- Diversity 4.0. Zukunftsfähig durch intelligent genutzte Vielfalt. Springer Gabler, Wiesbaden 2016, ISBN 978-3-658-11942-3.
- Blockadefreie Unternehmen. Die Mikroebene von Gewinnern in der Vierten Industriellen Revolution. Springer Gabler, Wiesbaden 2017, ISBN 978-3-658-18536-7.
- Hausaufgaben für Gewinner. Wie beidhändige Firmen Erfolgsblockaden verhindern können. Springer Gabler, Wiesbaden 2017, ISBN 978-3-658-19168-9.
- Nachhaltigkeit entfesseln! Einsichten und Lösungen jenseits der Klimadebatte. Springer, Berlin 2020, ISBN 978-3-662-61020-6.
- Oganisationen als Transfomationsbeschleuniger. Die produktive Allianz von Nachhaltigkeit, Resilienz, Systems- und Design Thinking. Springer Gabler, Berlin 2022,  ISBN 978-3-662-65529-0.